# Hans Peter Mebold
Hans Peter Mebold (* 27. April 1942 in Weidenau; † 21. Juli 2001) war ein deutscher Orgelbauer, der seinen Firmensitz in Siegen hatte. Die Firma wird als Orgelbau Mebold weitergeführt.

## Leben
Hans Peter Mebold machte die Ausbildung bei Hans Dentler in Siegen. Dann folgten Tätigkeit als Orgelbauer bei Emil Hammer Orgelbau, Richard Rensch, Günter Hardt, am Germanischen Nationalmuseum Nürnberg und bei Gerald Woehl. Danach gründete der Orgelbaumeister 1976 in Frauenberg bei Marburg die Firma Orgelbau Mebold. Im Jahr 1979 zog die Werkstatt um nach Siegen in den Stadtteil Breitenbach. 
Nach dem Tod Hans Peter Mebolds übernahm Johannes Tobias Späth, seit 1982 als Mitarbeiter verantwortlich für den handwerklichen Bereich, die Betriebsleitung. Gemeinsam mit der Inhaberin Marianne Mebold führte er die Arbeit bis 2016 weiter. Seit 2018 ist der Sohn Mathias Mebold Inhaber der Orgelbauwerkstatt.

## Werke (Auswahl)
| Jahr    | Ort                 | Kirche                        | Bild | Manuale | Register | Bemerkungen                                                                         |
| ------- | ------------------- | ----------------------------- | ---- | ------- | -------- | ----------------------------------------------------------------------------------- |
| 1970    | Hasselbach (Taunus) | Hausorgel                     |      | II      | 20       | Meisterstück                                                                        |
| 1982    | Fronhausen (Lahn)   | Heilig Kreuz                  |      | II      | 8        |                                                                                     |
| 1986    | Siegen              | Kath.-apostol. Kirche         |      | III/P   | 14       |                                                                                     |
| 1987    | Burgsolms           | St. Elisabeth                 |      | II/P    | 16       |                                                                                     |
| 1988    | Wilnsdorf           | Evangelische Kirche Wilnsdorf |      | II/P    | 21       |                                                                                     |
| 1989    | Ihmert              | Ihmerter Kirche               |      | II/P    | 17       |                                                                                     |
| 1991    | Dalheim (Wetzlar)   | Ev. Gemeindezentrum           |      | II/P    | 18       |                                                                                     |
| 1994    | Mainz-Hechtsheim    | Ev. Gemeindezentrum           |      | II/P    | 16       |                                                                                     |
| 2000    | Witten              | Diakoniekrankenhaus, Kapelle  |      | II      | 10       |                                                                                     |
| 2002    | Welschen Ennest     | St. Johannes Baptist          |      | II/P    | 26       |                                                                                     |
| 2003/04 | Kalbach-Oberkalbach | Ev. Kirche                    |      | II/P    | 13       | Restaurierung und Wiederherstellung der historischen Ziese-Orgel aus dem Jahr 1850. |
| 2005/06 | Idstein             | St. Martin                    |      | II/P    | 33       | [ 1 ]                                                                               |
| 2007    | Lichenroth          | Ev. Kirche                    |      | I       | 10+1     |                                                                                     |
| 2010    | Hahnstätten         | Ev. St.-Nikolaus-Kirche       |      | I       | 13       | Neubau in Gehäuse von 1747                                                          |
| 2010    | Petterweil          | St. Bardo                     |      | II      | 15       |                                                                                     |
| 2015    | Bad Soden           | Erlöserkirche                 |      | II      | 18       | Neubau                                                                              |